# Bachén
Bachén es una localidad del municipio de Larráinzar ubicado en la región de Los Altos del estado mexicano de Chiapas.

## Geografía
La localidad de Bachén se sitúa en las coordenadas geográficas 16°57′12″N 92°46′19″O / 16.953333, -92.771944, a una elevación de 1900 metros sobre el nivel del mar.

## Demografía
Según el Censo de Población y Vivienda 2020, efectuado por el Instituto Nacional de Estadística y Geografía, la localidad de Bachén tiene 332 habitantes, de los cuales 160 son del sexo masculino y 172 del sexo femenino. Su tasa de fecundidad es de 3.21 hijos por mujer y tiene 85 viviendas particulares habitadas.
| Gráfica de evolución demográfica de Bachén entre 1921 y 2020 |
|                                                              |
| INEGI.                                                       |